# Gradiente di concentrazione
In chimica, il gradiente di concentrazione è il gradiente associato ad una differenza di concentrazione di una stessa specie chimica tra due volumi adiacenti, che si può instaurare all'interfaccia tra due fasi, per esempio alle estremità di una membrana semipermeabile. Nel caso in cui la specie chimica in questione sia uno ione, si parla più precisamente di gradiente ionico.

## Trasporto di materia associato a un gradiente di concentrazione
Il gradiente di concentrazione può funzionare da salto motore per i meccanismi di trasporto di materia, generando un flusso di materia che si manifesta lungo la direzione in cui è massima la variazione di concentrazione della specie che viene trasportata.
La prima legge di Fick permette di conoscere la velocità di scambio di materia (e quindi il flusso, nota l'area di scambio) mentre la seconda legge di Fick permette di conoscere la direzione del flusso.
In particolare la legge di Fick si esprime come:
{\displaystyle J=-D\nabla C=-D\cdot \left({\partial C \over \partial x}+{\partial C \over \partial y}+{\partial C \over \partial z}\right)}
in cui:
- {\displaystyle J}: flusso diffusivo, esprimibile in [mol·m−2 s−1] o [kg·m−2 s−1]
- {\displaystyle D}: coefficiente di diffusione o diffusività di materia, esprimibile in [m2·s−1]
- {\displaystyle C}: concentrazione, esprimibile in [mol·m−3] o [kg·m−3]
- ∇: operatore nabla
- {\displaystyle \nabla C}: gradiente di concentrazione.

## Equilibrio di concentrazioni
Le specie chimiche hanno una naturale tendenza a riequilibrare le loro concentrazioni in due soluzioni messe a contatto. Se è possibile attraversare la membrana posta tra i due compartimenti, le specie tendono a migrare dalla soluzione dove sono più concentrate a quella dove la loro concentrazione è minore (lungo la direzione in cui si manifesta il gradiente di concentrazione). Se invece la membrana è semipermeabile (cioè lascia passare soltanto il solvente ma non il soluto), allora è il solvente a muoversi dal compartimento dove la soluzione è meno concentrata a quello dove la concentrazione è maggiore, per cercare di diluire quest'ultima soluzione.

## Ruolo in biologia
Il gradiente di concentrazione è uno dei principali metodi di conversione di energia potenziale chimica in energia meccanica, e perciò viene spesso sfruttato dagli organismi viventi per svolgere numerose funzioni biologiche, tra cui:
- Respirazione cellulare: all'interno del mitocondrio, un particolare meccanismo (guidato dal coenzima Q) agevola la formazione di un gradiente di concentrazione di protoni fra le sue membrane, per cui questi vengono a trovarsi più concentrati nello spazio tra la membrana interna e la membrana esterna piuttosto che nella matrice mitocondriale. Si viene perciò a creare un gradiente di concentrazione, con gli ioni H+ che tendono fortemente a ritornare nella matrice: per farlo, non potendo attraversare la membrana interna a causa della loro carica, i protoni devono per forza sfruttare gli unici canali che si trovano sulla membrana stessa, cioè speciali molecole chiamate ATP sintasi che, sfruttando l'energia determinata dal passaggio degli ioni al loro interno, compiono la fosforilazione dell'ADP in ATP.
- Bilancio del bicarbonato nel rene: per riassorbire il bicarbonato (HCO3-) dal rene al plasma, le cellule tubulari lo scambiano con una molecola di cloro (Cl-, di uguale carica elettrica), che tende spontaneamente a entrare nella cellula, per mezzo di una proteina scambiatrice. Analogamente, lo ione H+ che era stato riassorbito nel lume tubulare assieme al bicarbonato viene reimmesso nella preurina mediante un analogo scambiatore che fa entrare al suo posto una molecola di Na+, sempre secondo gradiente di concentrazione.